# Megachile disputabilis
Megachile disputabilis är en biart som beskrevs av Karl V. Krombein 1951.
Megachile disputabilis ingår i släktet tapetserarbin och familjen buksamlarbin. Inga underarter finns listade i Catalogue of Life.